# Pamphobeteus fortis
Pamphobeteus fortis är en spindelart som först beskrevs av Anton Ausserer 1875.  Pamphobeteus fortis ingår i släktet Pamphobeteus och familjen fågelspindlar.
Artens utbredningsområde är Colombia. Inga underarter finns listade i Catalogue of Life.